# 杜衍

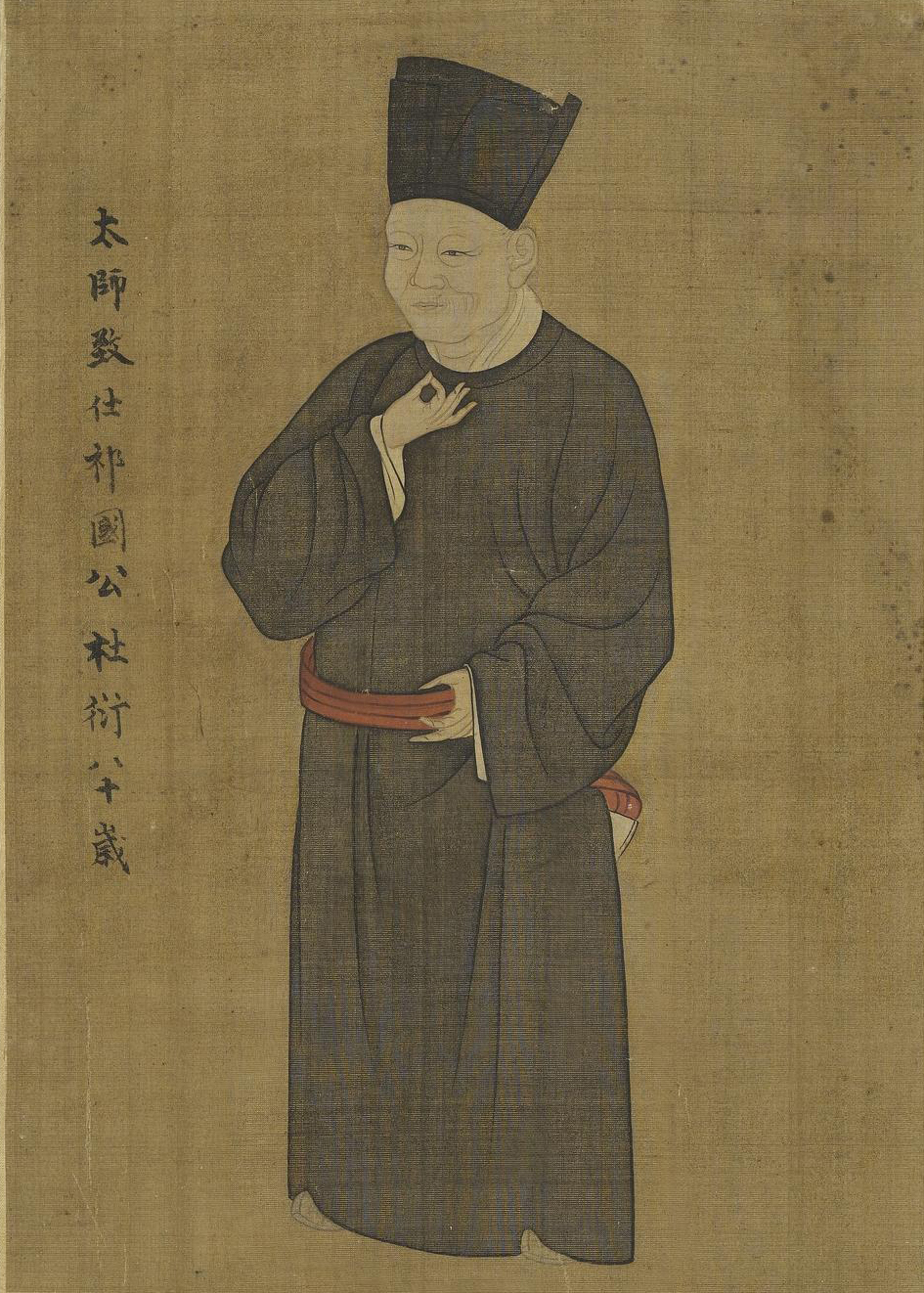
杜衍80岁画像

杜衍（978年—1057年），字世昌，越州山陰（今浙江省紹興）人，北宋政治人物。

## 生平
杜衍是遗腹子，幼時其母改嫁河阳钱家，十五歲時兄長虐待他，提劍砍其頭，出血数升，被姑姑救走。後來他到母親那裡，繼父不肯收留，只好在孟、洛等地流浪。一富戶相里氏看他儀表不凡，以女嫁之。
大中祥符元年（1008年）進士，任扬州观察推官。在平遙縣、乾州、鳳翔府擔任地方官，有惠政，離任時，百姓夾道送至境邊說：“何奪我賢太守也！”章獻太后對他很賞識，封“祁國公”。
仁宗景祐三年（1036年）詔令御史中丞杜衍裁汰三司冗員，有吏员500余人到杜衍住所叫罵，“亂擲瓦礫”，此事遂不了了之。
寶元二年（1039年）復知永興軍。慶曆四年（1044年）九拜同平章事、集贤殿大学士，兼枢密使，爲相僅百日而罷，出知兖州。杜衍拜相時，常收到皇帝替他人求职的“內降”，一概不予放行，“积诏旨至十数，辄纳帝前”，宋仁宗只好收回成命。宝元二年(1039)，迁刑部侍郎，知永兴军。为官清廉，不置私产，退休後，寄居应天府回车院，“居南京十年，第室卑陋”，有訪客至，不过“粟饭一盂，杂以饼饵，他品不过两种。”
工書法，蘇軾說他：“正獻公晚乃學草書，遂乃一代之絕，清閒妙麗，得晉人風氣。”嘉祐二年（1057年）二月五日死於應天府（今商丘），諡正獻。臨死时，戒其子杜訢殓以一枕一席，葬於小塘庳家。苏舜钦是他的女婿。

## 延伸阅读
[在维基数据编辑]
 《宋史·卷310》，出自脱脱《宋史》